# Katie Bethke
Katelyn „Katie“ Bethke (* 3. September 1988 in Eau Claire, Wisconsin) ist eine US-amerikanische Fußballspielerin.

## Karriere

### Verein
Bethke begann das Fußballspielen bei ihrem Heimatverein Eau Claire United und war von 2007 bis 2010 vor allem für die Minnesota Golden Gophers, das Collegeteam der University of Minnesota, aktiv. Neben ihren Einsätzen für die Gophers spielte sie 2008 für die Boston Renegades sowie von 2009 bis 2010 für Ottawa Fury in der W-League. Zu Beginn des Jahres 2011 unterzeichnete sie einen Vertrag bei Atlanta Beat in der WPS, wechselte im folgenden Sommer jedoch zu Arna-Bjørnar in die norwegische Toppserien. Dort erzielte sie in 13 Partien sechs Tore und beendete die Saison mit ihrem Team auf dem vierten Tabellenrang.
Im Januar 2012 unterschrieb sie schließlich einen Halbjahresvertrag bei Bayer 04 Leverkusen. Dort debütierte sie am 26. Februar 2012 im Auswärtsspiel gegen Turbine Potsdam und erzielte dort am 25. März 2012 im Spiel gegen den Hamburger SV mit dem Tor zum zwischenzeitlichen 1:1 ihren ersten Bundesligatreffer. Nach der Saison kehrte Bethke zunächst in die USA zurück, ehe sie sich 2013 dem norwegischen Erstligaaufsteiger Avaldsnes IL anschloss. Mit Avaldsnes erreichte sie 2014 das Finale um den norwegischen Vereinspokal, unterlag dort jedoch Stabæk mit 0:1. Im Sommer 2014 wechselte sie zum Ligakonkurrenten Grand Bodø IK, konnte den Abstieg in die 1. Divisjon aber nicht verhindern.
Zu Beginn der Saison 2015 folgte der Wechsel nach Schweden zu Mallbackens IF, der kurz zuvor aus der Elitettan in die Damallsvenskan aufgestiegen war. Nachdem sie in den ersten sieben Spielen der Saison jeweils über die volle Spielzeit eingesetzt worden war, wechselte sie im Sommer ligaintern zu Eskilstuna United.

### Nationalmannschaft
Von 2010 bis 2011 absolvierte Bethke sechs Partien für die U-23-Auswahl des US-amerikanischen Fußballverbandes.